# 남원용성중학교
남원용성중학교(南原龍城中學校)는 대한민국 전북특별자치도 남원시 도통동에 있는 공립 중학교이다.

## 학교 연혁
- 1951년 9월 1일 : 남원용성중학교 학제 개편에 의하여 인가
- 1976년 2월 10일 : 9학급씩 27학급 인가
- 1976년 3월 23일 : 남원용성중학교와 남원농업고등학교로 분리
- 2015년 3월 1일 : 전라북도교육청 지정 혁신학교
- 2020년 3월 1일 : 전라북도교육청 지정 혁신+학교 광역거점형(혁신미래학교) 지정
- 2024년 1월 12일 : 제73회 졸업식(158명 졸업, 총 졸업생 20,626명)
- 2024년 3월 1일 : 송진섭 교장 부임
- 2024년 3월 4일 : 제76회 입학 120명

## 참고 자료
- 남원용성중학교 - 한국교육학술정보원 학교알리미